# Deutsches Technikmuseum Berlin
El Deutsche Technikmuseum Berlin (abreviat DTMB o en català Museu de la Tecnologia de Berlín) va obrir el 1983 sota el nom de Museum für Verkehr und Technik fins a 1996. El museu es veu com un successor de les més de 100 col·leccions tècniques dels segles passats de Berlín, amb l'última la col·lecció de l'antic museu del transport (en l'estació Hamburger), al voltant de 25.000 m² amb un gran espai d'exposició en la zona d'una fàbrica de ferro i posterior estació Anhalter i és visitat per 600.000 persones a l'any. Se centra especialment en el transport fluvial i ferroviari de Berlín i Alemanya, la producció de cervesa, la producció de joieria i l'energia.
S'hi exposa l'avioneta que va utilitzar Mathias Rust per aterrar a la Plaça Roja de Moscou el 1987.